# Mike Bordin
Mike Bordin (n. 27 noiembrie 1962 în San Francisco, California) este un baterist și co-fondator al trupei Faith No More. În prezent cântă cu Ozzy Osbourne.

## Discografie
Faith No More
- We Care a Lot (1985)
- Introduce Yourself (1987)
- The Real Thing (1989)
- Live at the Brixton Academy (1991)
- Angel Dust (1992)
- King for a Day... Fool for a Lifetime (1995)
- Album of the Year (1997)

Jerry Cantrell
- Degradation Trip (2002)

Ozzy Osbourne
- Down to Earth (2001)
- Live at Budokan (2002)
- Blizzard of Ozz (Re-recording) (2002)
- Diary of a Madman (Re-recording) (2002)
- Under Cover (2005)
- Black Rain (2007)

Mass Mental
- How To Write Love Songs (1999)
- Live In Tokyo (1999)